# Salvia majdae
Salvia majdae, grmovita biljka iz porodice usnača nekada uključivana u monotipski rod Zhumeria opisan 1967. godine. S. majdae je endem koji raste divlje na jugu Irana. 
Sastav eteričnog ulja iz lišća i cvjetova S. majdae istraživan je pomoću analitičke metode GC-MS i 1H-NMR spektroskopijom. Od trideset identificiranih komponenti, glavni sastojci su kamfor i linalol.

## Sinonimi
- Zhumeria majdae Rech.f. & Wendelbo